# Cannons Football Club

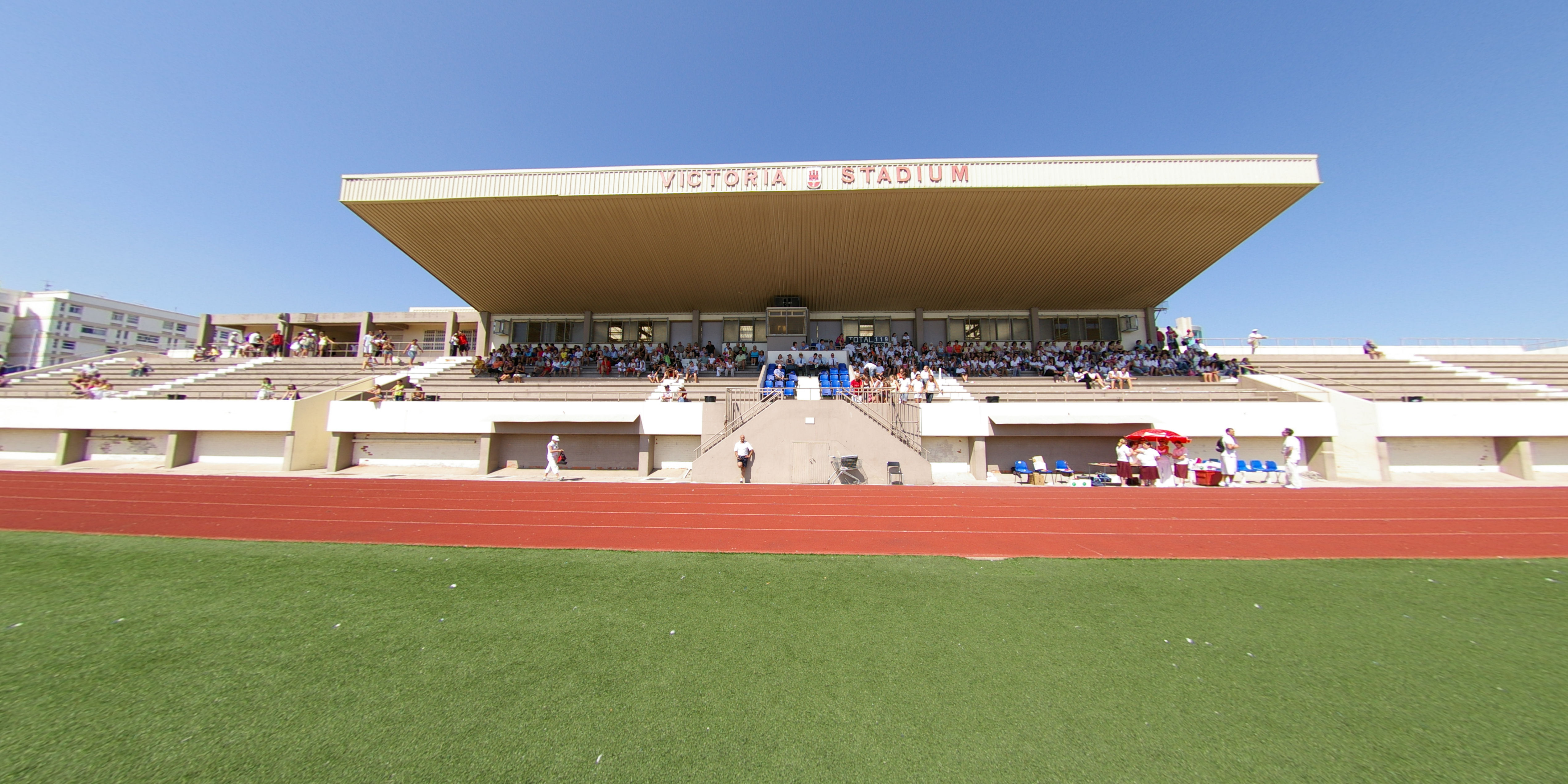
Cannos comparte el Victoria Stadium con los demás equipos de Gibraltar.

Cannons es un club de fútbol de Gibraltar que actualmente juega en la segunda división, la Rock cup y la copa de segunda.

## Historia
El club fue creado en el 2008 por un grupo de amigos liderados por Louis Bruzon y desde su creación ha jugado 6 temporadas seguidas en la segunda división.
En la temporada 2008-09 el club terminó en la posición 13 de la segunda división. En la Rock Cup 2009 el club fue eliminado en la segunda ronda en la tanda de penales luego de igualar 1 a 1 frente a Gibraltar Wanderes, anteriormente había rebasado la primera ronda eliminando por walkover a Moroccan United.
En la temporada 2009-10 el club terminó en la posición 12 de la segunda división. En la Rock Cup 2010 el club quedó eliminado en la primera ronda por 4 a 1 a manos de South United. En la copa de segunda 2010 quedó eliminado también en la primera ronda a manos de Lions F.C. por 5 a 0.
En la temporada 2010-11 el club terminó en la posición 12 y último de la segunda división. En la Rock Cup 2011 el club alcanzó los cuartos de final donde fue eliminado por Britania XI, el club llegó a esta instancia luego de superar 4 a 3 en los penales a Pegaus F.C. tras un 1 a 1 en la segunda ronda.
En la temporada 2011-12 el club volvió a terminar último en la décima posición. 
En la temporada 2012-13 el club quedó décimo y último una vez más. En la Rock Cup 2013 el club fue eliminado en la primera ronda por parte de la reserva de Lynx por 6 a 1.
En la temporada 2013-14, temporada para la cual Gibraltar ya era miembro de la UEFA, el club terminó en la decimosegunda posición y último una vez más. En la Rock Cup 2014 el club quedó elimina en primera ronda por 4 a 3 a manos de Bruno's Magpies, anteriormente había superado la ronda preliminar eliminando a Lions Pilots. En la copa de segunda el club clasificó a los cuartos de final sin jugar la primera ronda, en esta instancia fue eliminado por Sporting F.C. por 6 a 1.
En la temporada 2014-15 el club terminó en la decimocuarta posición y último una vez más. En la Rock Cup 2015 el club fue eliminado en la primera ronda por Europa Point que le ganó 7 a 0.
En la temporada 2015-16 el club terminó en la décimo primero posición y penúltimo. En la Rock Cup 2016 fue eliminado en primera ronda luego de perder 3 a 1 contra Bruno's Magpies. En la Copa de segunda 2016 el club alcanzó las semifinales donde fue eliminado por Europa Point por 10 a 0, anteriormente había superado la segunda ronda eliminado a Red Imps F.C.

### Temporada 2016-17
En la temporada 2016-17 el club se encuentra jugando en la segunda división de Gibraltar 2016-17.

## Uniforme
| Local | Visita |  |

## Fútbol sala
En la temporada 2015-16 el club se encontraba jugando en la División 1 de Gibraltar donde quedó octavo, teniendo que jugar el play off de ascenso contra el subcampeón de la División 2 2015-16 Mons Calpe el cual perdió por 6 a 4 descendiendo así a la División 2 2016-17.